# (8061) Gaudium
(8061) Gaudium (1975 UF) – planetoida z pasa głównego asteroid okrążająca Słońce w ciągu 5,66 lat w średniej odległości 3,17 au. Odkryta 27 października 1975 roku.